# ノートルダム清心女子大学附属小学校
ノートルダム清心女子大学附属小学校（ノートルダムせいしんじょしだいがくふぞくしょうがっこう）は、岡山県岡山市北区にある私立（キリスト教系・カトリック）のノートルダム清心女子大学附属小学校である。設置者は学校法人ノートルダム清心学園。

## 沿革
- 1966年12月26日 - ノートルダム清心女子大学附属小学校の設置認可
- 1967年4月1日 - 旧木造クビリーホールを借用し、小学校開校
- 1972年4月1日 - 旧木造クビリーホールよりマリアンホールへ校舎移転
- 2007年2月27日 - 新校舎へ移転

2017年に50周年記念ミサ・式典実施

## 系列校
- ノートルダム清心女子大学（岡山市北区）
  - ノートルダム清心女子大学附属幼稚園
- 清心中学校・高等学校（倉敷市）
- ノートルダム清心中学校・高等学校（広島市西区）
- 新潟清心女子中学校・高等学校（新潟市西区）

## 周辺
- 岡山県野球場
- 岡山済生会総合病院
- 岡山済生会看護専門学校

## 交通アクセス
- 岡山駅西口より北へ歩いて10分強
- 岡電バス（三門方面、京山入口・動物園、津高営業所方面行）又は中鉄バスのいずれかで済生会病院前下車、徒歩１０分ほど

## 著名な有名人
- 淵本恭子 - フリーアナウンサー